# Marcela Solís-Quiroga
Marcela Ivonne Solís-Quiroga Guerrero (n. Ciudad de México; 1980) es una poeta, ensayista y editora mexicana.

## Trayectoria
Estudió la carrera de Lengua y Literaturas Hispánicas en la UNAM. Participó en los talleres de Verónica Volkow, José de Jesús Salcedo y Agustín Cadena, entre otros.
Es autora del poemario Oficios de un crepúsculo (2008) y de un gran número de ensayos, reseñas y otras prosas.
Su poema “Tiempo de reflejos” fue seleccionado como semifinalista en un concurso internacional de poesía convocado por internet por el Centro de Estudios Poéticos de Madrid. Dicho poema figura en la antología Rayo de esperanza, publicada en España por el mencionado Centro.
Una parte de su poesía ha sido traducida al italiano y antologada.
Ha editado varias revistas.
Además de poeta y ensayista, impartió talleres de redacción y realiza correcciones de estilo. Colaboró con Adolfo Castañón y con la Fundación Pro Academia Mexicana de la Lengua.

## Colaboraciones en libros
- 2001: Cuento “Evocación”, en Cuentos de mundos posibles. Compilación de Agustín Cadena. Colección Los Nuevos Clásicos. Pachuca, Hidalgo, Sistema de Educación Pública / Gutenberg Editores, pp. 112-114.
- 2004: “Tiempo de reflejos”, en la antología Rayo de esperanza. Centro de Estudios Poéticos, Madrid, España, p. 365. ISBN 970-32-1760-5
- 2010: Colabora con Adolfo Castañón en Diario II, 1927-1930, de Alfonso Reyes (edición crítica, introducción, notas, fichas biobibliográficas e índices de Adolfo Castañón). México: Fondo de Cultura Económica / Academia Mexicana de la Lengua / El Colegio de México / El Colegio Nacional / INBA / UAM / UANL / UNAM (Letras mexicanas), 2010, 305 pp.

## Otras colaboraciones
- 2000: “Una relectura del siglo XIX” (reseña del libro Bandidos, héroes y corruptos o nunca es bueno robar una miseria, de Juan Antonio Rosado), en Estudios. Filosofía. Historia. Letras, no. 62-63. Publicación del Departamento Académico de Estudios Generales del Instituto Tecnológico Autónomo de México (ITAM). México, otoño-invierno, pp. 240-243.
- 2000, 19 de agosto: "Un libro para gatófilos” (reseña del libro El cuento-historia de los gatos, de Agustín Cadena), en Sábado, suplemento cultural de Unomásuno. México, pp. 13 y 14.
- 2000, 10 de septiembre: “Informa a Coccioli de más libros sobre Cuauhtémoc”, en “Foro de Excelsior”. Excelsior. México, p. 22-A.
- 2001, 24 de febrero: “Un mosaico de nuestra vida literaria” (reseña del Diccionario de literatura mexicana. Siglo XX, coordinado por Armando Pereira), en Sábado, suplemento cultural de Unomásuno, p. 14.
- 2001: “Tres avatares de Manuel Payno”. Dirección en internet: usuarios.lycos.es/bandidos/marcela.htm [en Manuel Payno. Realización: Nubia Amparo Ortiz Guerrero.
- 2002: "La naturaleza a través del mito, el arte y la filosofía" (crítica del libro El árbol de la vida. La naturaleza en el arte y las tradiciones de la India, coordinado por Chantal Maillard), en Al pie de la letra, n.º 2. Suplemento de libros de la revista Universidad de México, n.º 615. México, septiembre, pp. 8-11.
- 2003: “La naturaleza a través del mito, el arte y la filosofía” (breve reseña del libro El árbol de la vida, coordinado por Chantal Maillard), en Estudios. Filosofía. Historia. Letras, no. 66. Publicación del Departamento Académico de Estudios Generales del Instituto Tecnológico Autónomo de México (ITAM). México, otoño, pp. 145-147.
- 2003: “Soluna” (poema), en Oráculo. Revista de poesía. Año IV, no. 13. México, invierno, p. 41.
- 2003: “El engaño colorido” (reseña del libro El engaño colorido, de Juan Antonio Rosado), en Cuadernos Americanos, no. 102. Nueva Época. Año XVII, vol. 6. México, noviembre-diciembre, pp. 220-222.
- 2004: “Adolfo Castañón: The Ubiquitousness of Memory Made Poetry”, escrito en colaboración con Juan Antonio Rosado. En Voices of Mexico, revista del Centro de Investigaciones sobre América del Norte (CISAN) de la Universidad Nacional Autónoma de México, no. 66. México, enero-marzo, pp. 114-116.
- 2004, marzo: Poema “Esfinge”, en Literal. Gaceta de literatura y gráfica, número 8. Publicación independiente. México, página principal.
- 2004: Fotografía, semblanza biográfica y selección de diez poemas (1.- “Poema de una isla imaginaria”; de Oficios de un crepúsculo: 2.- “Amalgama”, 3.- “Declive”, 4.- “Tornasol”, 5.- “Esfinge”, 6.- “Figuración” y 7.- “Soluna”; de Apariencias de una espesura: 8.- “Primera apariencia”, 9.- “Segunda apariencia” y 10.- “Revelación”. Dirección en internet: www.elgatoconbotas.com.sv (sitio del poeta salvadoreño André Cruchaga). Dentro del rubro “Poetas invitados”. Vínculo: www.elgatoconbotas.com.sv/marcela.htm
- 2004: “El éxtasis del Limbo: Juan Antonio Rosado como narrador”, en La colmena. Revista de la Universidad Autónoma del Estado de México, no. 41. Toluca, enero-marzo, pp. 111-113.
- 2005: “Generación poética de los sesenta. Eco de voces”, en “La Cultura en México”, sección de la revista Siempre!, no. 2701, año LI. México, 20 de marzo, p. 70.
- 2005: Tres reseñas escritas en colaboración con Juan Antonio Rosado: Ideología y política ambiental en el siglo XX, de Hugo Rodríguez Uribe, Teoría lésbica, de Norma Mogrovejo Aquise, y Nanotecnología, de Ivás O. Sosa, en la sección Libros de la revista Complot, no. 98. México, junio, p. 63.
- 2005: “Testimonios de identidad poética. Los poemas de la poesía”, en “La Cultura en México”, sección de la revista Siempre!, no. 2711, año LI. México, 29 de mayo, pp. 74-75.
- 2005: “Don Quijote y la mimesis poética”, en Estudios. Filosofía. Historia. Letras, no. 74. Publicación del Departamento Académico de Estudios Generales del Instituto Tecnológico Autónomo de México (ITAM). Dossier: “A 400 años de la primera edición de El ingenioso hidalgo don Quijote de la Mancha” México, otoño, pp. 93-100.
- 2005: “Nanotecnología. Instantáneas del cambio tecnológico”, en “La Cultura en México”, sección de la revista Siempre!, no. 2717, año LII. México, 29 de mayo, pp. 72-73.
- 2005-2006: Poema “Revelación”, en Luna Zeta núm. 21. Centro de Investigación y Comunicación Ceinco-Luna Zeta A.C. Oaxaca, diciembre de 2005-marzo de 2006, p. 10.
- 2006: Poema “Revelación”, en Reverso. Revista literaria, año 6, no. 9. Guadalajara, Jalisco, enero-marzo de 2006, p. 8.
- 2006: “Cuentos crueles” (reseña de un libro de Eduardo Rojas Rebolledo), en “La Cultura en México”, sección de la revista Siempre!, no. 2767, año LIII. México, 25 de junio, p. 71.
- 2007: “Literatura mexicana en los sesenta. Juego y Revolución, de Juan Antonio Rosado”, en La Cultura en México, sección de la revista Siempre!, no. 2804. Año LIII. México, 11 de marzo de 2007, p. 72.
- 2007: “Más allá de las palabras: Palabra y poder, de Juan Antonio Rosado”, en La colmena. Revista de la Universidad Autónoma del Estado de México, no. 54. Toluca, abril-junio, pp. 96-97.
- 2007: “Eduardo Mosches: Susurros de la memoria” (reseña), en “La Cultura en México”, sección de la revista Siempre!, no. 2842, año LIV. México, 2 de diciembre, p. 78.